# Rio Santana (vattendrag i Brasilien, Paraná, lat -25,93, long -51,38)
Rio Santana är ett vattendrag i Brasilien.   Det ligger i delstaten Paraná, i den södra delen av landet, 1 200 km söder om huvudstaden Brasília.
I omgivningarna runt Rio Santana växer i huvudsak städsegrön lövskog. Runt Rio Santana är det glesbefolkat, med 17 invånare per kvadratkilometer.